# Cheddi Jagan
Cheddi Bharrat Jagan (22. března 1918 Port Mourant — 6. března 1997
Washington, D.C.) byl guyanský politik a politický teoretik, hlava státu v letech 1992 až 1997.
Jeho rodiče přišli do Britské Guyany z indického Uttarpradéše pracovat na plantáže s cukrovou třtinou. Navzdory prostému původu mu bylo umožněno studovat v USA, kde absolvoval zubní lékařství na Howard University, roku 1943 se oženil s americkou Židovkou Janet Rosenbergovou-Jaganovou. Po návratu do Guyany se věnoval politické činnosti: v roce 1947 byl zvolen poslancem a v roce 1950 založil první moderní politickou stranu v zemi People's Progressive Party, která měla radikálně levicový program a opírala se převážně o odborové hnutí. V roce 1953 Jagan vyhrál volby a stal se předsedou vlády. Obavy z toho, že by se pod jeho vedením mohla Guyana stát komunistickou zemí, vedly britskou koloniální správu k vyhlášení výjimečného stavu a rozpuštění vlády.
Podruhé se stal premiérem v roce 1961. Následovala vlna nepokojů, za nimiž stál Forbes Burnham a jeho strana People's National Congress, podporovaná britskými a americkými zpravodajskými službami. PNC se oddělil od People's Progressive Party v roce 1958; zastával rovněž marxistické názory, ale mezi jeho členy převládali černoši, zatímco Jagana podporovali hlavně Indové. Po volbách v roce 1964 Burnham uzavřel koalici s pravicovými stranami a nastolil systém osobní moci, v roce 1966 dovedl Guyanu k nezávislosti a v roce 1970 ji vyhlásil „kooperativní republikou“. Jeho režim byl izolacionistický a autoritářský, v sedmdesátých letech provedl rozsáhlé znárodnění. Jagan odešel do opozice a volby bojkotoval s poukazem na jejich zmanipulovanost, postupně zmírnil své komunistické postoje a Burnhamův režim kritizoval zprava, odmítal hospodářské experimenty, vedoucí k propadu životní úrovně v zemi. V roce 1992 vyhrála People's Progressive Party první svobodné volby a parlament zvolil Jagana prezidentem. Hlavní náplní jeho činnosti byla snaha o návrat zahraničních investorů a o změnu státně direktivní ekonomiky na smíšenou. Zemřel ve funkci na následky infarktu, který utrpěl 15. února 1997.
Jagan je v Guyaně respektován jako zakladatel moderního národa, je po něm pojmenováno Mezinárodní letiště Cheddiho Jagana v Georgetownu. Jeho manželka Janet Jaganová zastávala prezidentský post v letech 1997 až 1999, v politice se angažuje také jeho syn Joey Jagan.